# Petaurillus
Petaurillus é um gênero dos esquilos-voadores.

## Espécies
- Petaurillus emiliae Thomas, 1908
- Petaurillus hosei (Thomas, 1900)
- Petaurillus kinlochii (Robinson & Kloss, 1911)